# Kabinett Herriot I

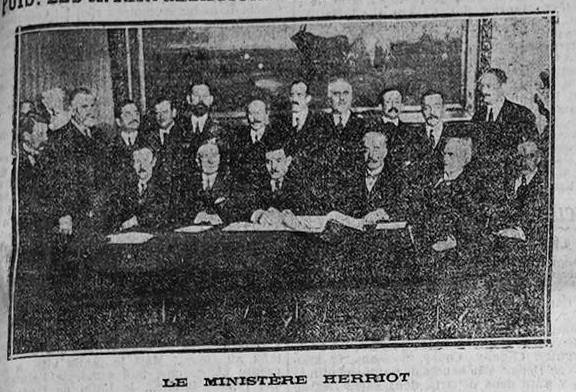
Kabinett Herriot (Eclaireur de l'est, 18. Juni 1924)

Das erste Kabinett Herriot war eine Regierung der Dritten Französischen Republik. Es wurde am 14. Juni 1924 von Premierminister (Président du Conseil) Édouard Herriot gebildet und löste das Kabinett François-Marsal ab. Es blieb bis zum 10. April 1925 im Amt und wurde vom Kabinett Painlevé II abgelöst.
Dem Kabinett gehörten Minister des Cartel des gauches an: Parti républicain, radical et radical-socialiste (PRRRS), Parti républicain-socialiste (PRS) und Radicaux indépendants (RI) sowie Abweichler der Parti républicain démocratique et social (PRDS). Die Section française de l’Internationale ouvrière stützte die Regierung, beteiligte sich aber nicht.

## Kabinett
Dem Kabinett gehörten folgende Minister an:
- Premierminister: Édouard Herriot (PRRRS)
- Außenminister: Édouard Herriot
- Justizminister: René Renoult (PRRRS)
- Minister des Inneren: Camille Chautemps (PRRRS)
- Finanzen: Étienne Clémentel (PRRRS)
  - ab 2. April 1925: Anatole de Monzie (PRS)
- Kriegsminister: Charles Nollet
- Minister für Marine: Jacques-Louis Dumesnil[1] (PRRRS)
- Minister für öffentlichen Unterricht und Kunst: François Albert[2] (PRRRS)
- Minister für öffentliche Arbeiten: Victor Peytral[3] (PRRRS)
- Minister für Handel und Industrie: Eugène Raynaldy[4] (PRDS)
- Minister für Landwirtschaft: Henri Queuille (PRRRS)
- Minister für die Kolonien: Édouard Daladier (PRRRS)
- Minister für Arbeit, Gesundheit, Wohlfahrt und Sozialversicherung: Justin Godart (PRRRS)
- Minister für Renten[5]: Édouard Bovier-Lapierre[6] (PRS)
- Minister für die befreiten Regionen: Victor Dalbiez[7] (PRRRS)
- Generalkommissar für Krieg (körperliche Erziehung)[8]: Paul Bénazet[9] (PRS)

### Unterstaatssekretäre
Dem Kabinett gehörten folgende Sous-secrétaires d’État an:
- Technische Ausbildung: Vincent de Moro-Giafferi (PRS)
- Luftfahrt und Luftverkehr: Laurent Eynac (RI)
- Post und Telegraphie: Pierre Robert[10] (PRRRS)
- Häfen, Handelsmarine und Fischerei: Léon Meyer (PRRRS)

## Historische Einordnung
Am 13. Juni 1924 wurde mit Gaston Doumergue ein neuer Staatspräsident gewählt, der mit Herriot den Vertreter des Cartel des gauches als Ratsvorsitzenden berief. Édouard Herriot stellt den Abgeordneten sein Programm vor: Einhaltung des Achtstundengesetzes und der Gewerkschaftsrechte, Einführung von Sozialversicherungen und Maßnahmen zur Förderung des Zugangs zu weiterführenden Schulen, Stärkung des Laizismus. Das Kartell versucht vergeblich, die laizistischen Gesetze auf Elsass-Lothringen auszudehnen und die Einhaltung der Kongregationsgesetze durchzusetzen.

### Innenpolitik

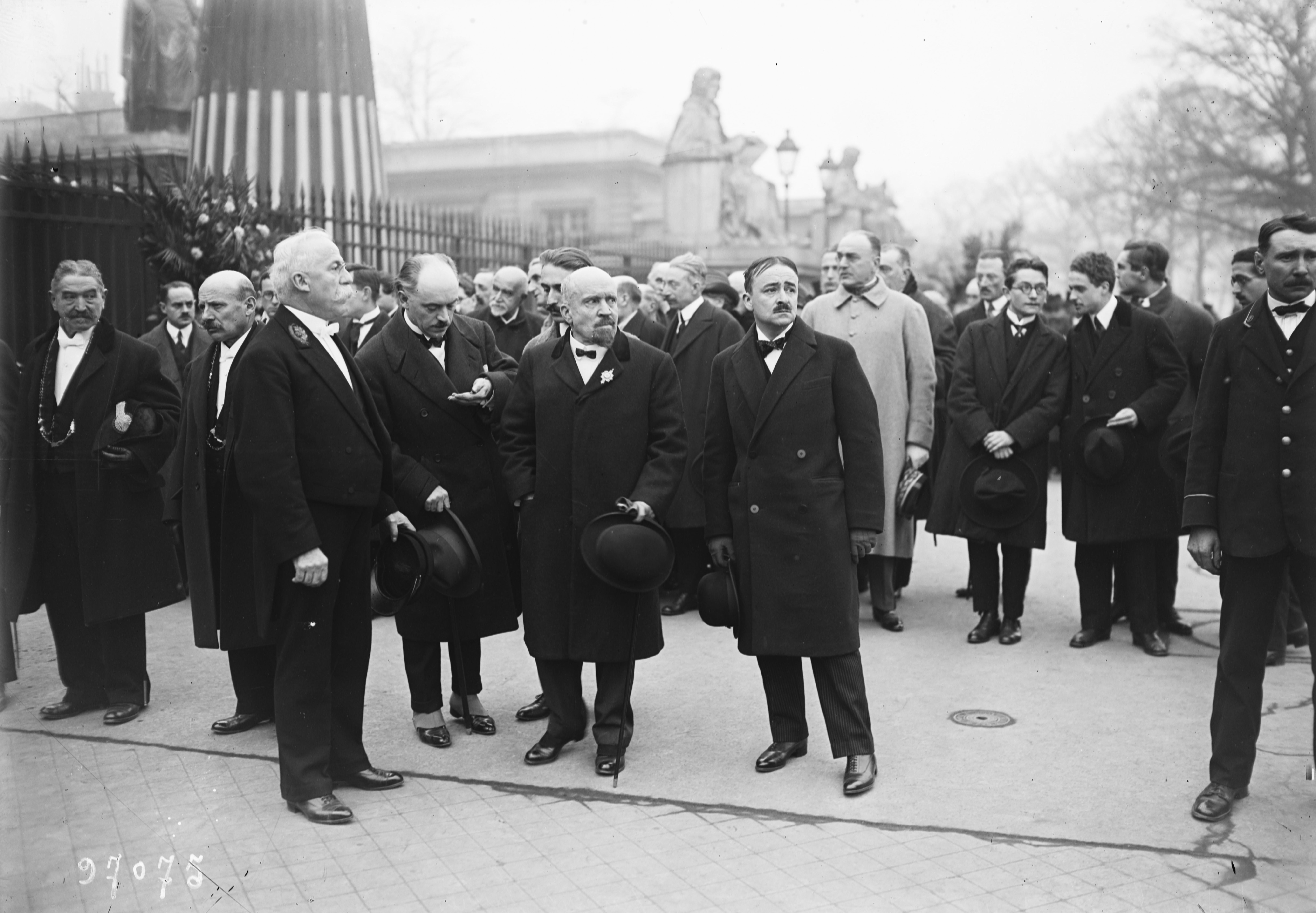
Die Asche von Jean Jaurès wird in das Panthéon überführt.

Ein Rundschreiben vom 25. September 1924 des Innenministers Camille Chautemps an die Präfekten erkannte de facto die Gewerkschaften des öffentlichen Dienstes an. Am 23. November wurde die Asche von Jean Jaurès in das Panthéon überführt.
Am 16. Januar 1925 wurde das Dekret über die Gründung des Wirtschafts- und Sozialrats (Conseil économique, social et environnemental)verabschiedet. Die Regierung Herriot ließ eine Reihe von Sozialmaßnahmen verabschieden. Die Kammer stimmte für die Ausweitung des Acht-Stunden-Gesetzes und erweiterte die kostenlose Aufnahme von Schülern in Gymnasien und Collèges mit freien Plätzen. Außerdem wurde ein Steuergesetz zur Einführung der Ausbildungssteuer verabschiedet.
Die Regierung von Herriot stürzte im April infolge der Währungskrise. Die Obergrenze der Vorschüsse der Banque de France an den Staat wurde überschritten. Herriot erwog eine Kapitalsteuer, scheiterte aber an den Banken, und im April zeigte die Bilanz der Banque de France, die die Situation bis dahin verschleiert hatte, dass die gesetzliche Obergrenze für die Vorschüsse an die Staatskasse überschritten war. Im Senat überstimmt, trat Herriot zurück.

### Außenpolitik
Die Londoner Konferenz von Juli und August 1924 und der daraus folgende Dawes-Plan regelte die deutschen Reparationszahlungen neu. Dies führte zum 1. September zum Rückzug französischer Truppen aus dem Ruhrgebiet. Im Oktober 1924 erkannte Frankreich die Sowjetunion diplomatisch an.
Frankreich und das Vereinigte Königreich initiierten 1924 mit dem Genfer Protokoll im Völkerbund ein Verfahren zur friedlichen Beilegung internationaler Streitigkeiten, das allerdings in der Folge von britischen Regierung nicht ratifiziert wurde.